# Palatinat-Sud-Est

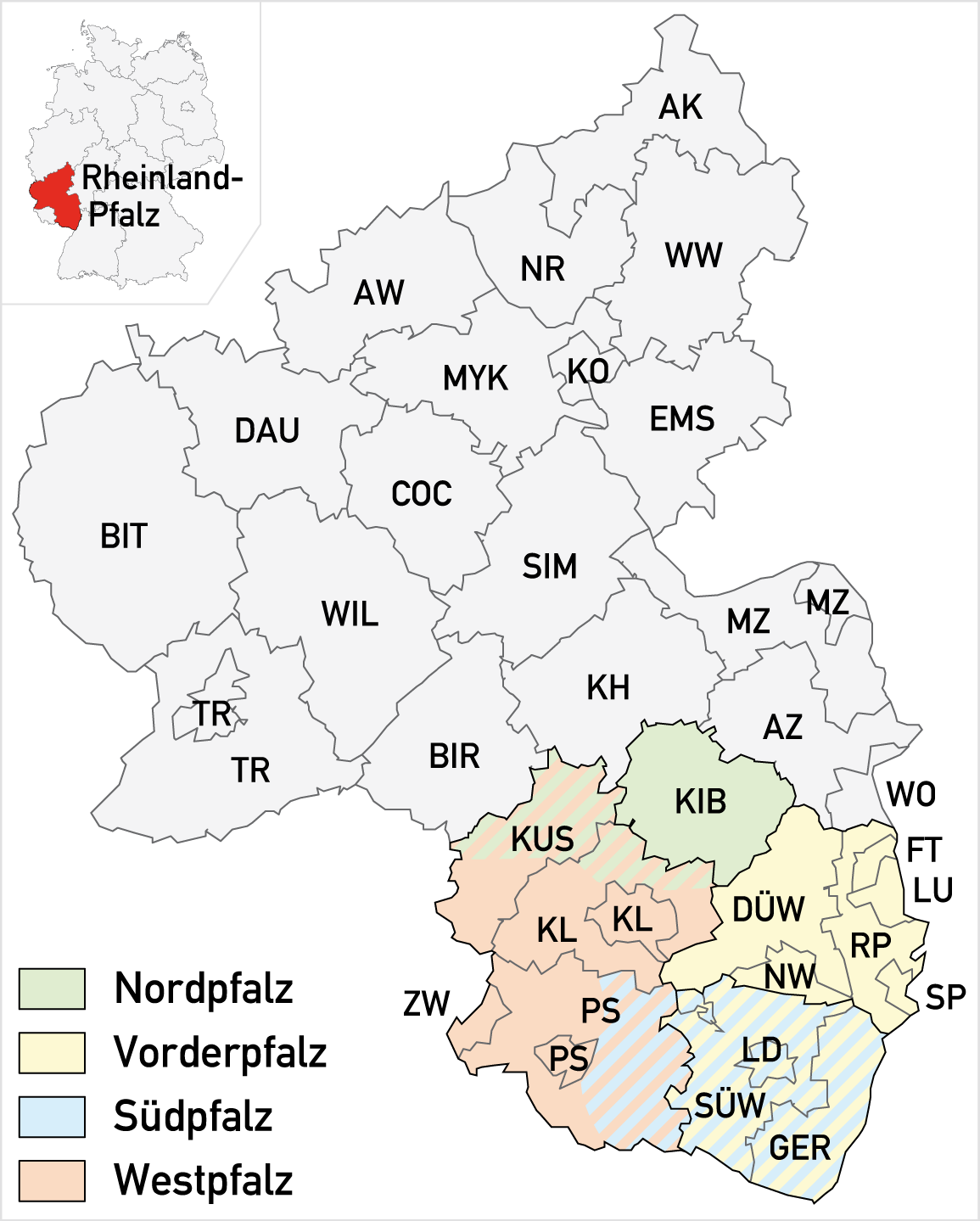

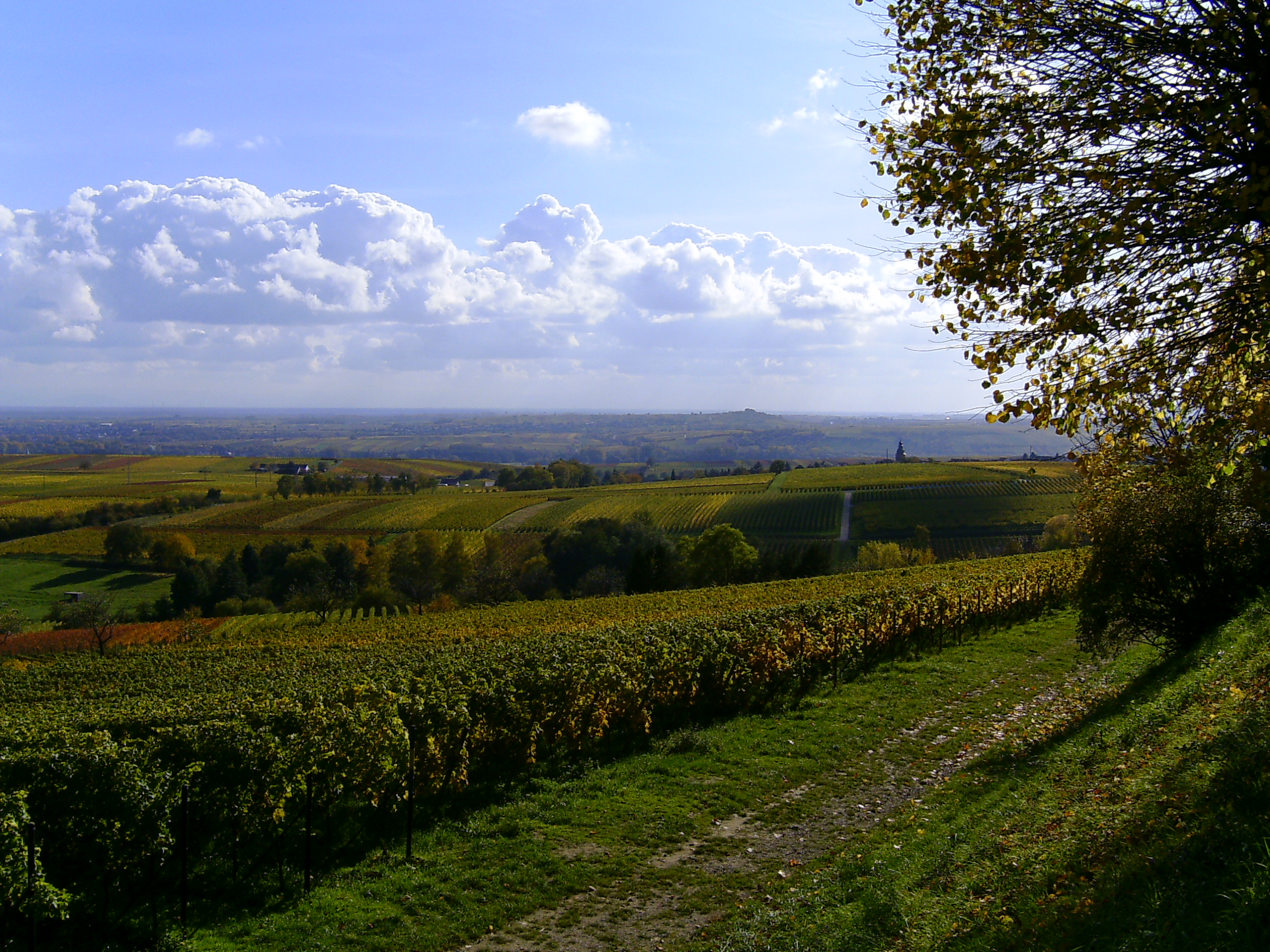
La Südpfalz près de Gleisweiler

Le Palatinat-Sud-Est (en allemand : die Südpfalz) est la partie sud et sud-est du Palatinat rhénan en Rhénanie-Palatinat.

## Géographie
La Südpfalz se compose de l'arrondissement de Germersheim, de l'arrondissement de la Route-du-Vin-du Sud et de Landau. À cause du dialecte, on y ajoute encore quelques parties de l'arrondissement du Palatinat-Sud-Ouest et du Dahner Felsenland.
Les pays limitrophes sont les suivants : au nord la Vorderpfalz, à l'est le Rhin, au sud le Bas-Rhin français et à l'ouest la Westpfalz.

## Histoire
À la suite de la dévastation du Palatinat-Sud par les guerres napoléoniennes, 63  ou 66 familles acceptaient en 1809  l'invitation d'Alexandre Ier de Russie et immigraient en Russie pour y fonder la colonie Landau. La plupart des familles du Palatinat venaient de l'arrondissement de Germersheim, de Bergzabern, de Landau et de Pirmasens ; les Alsaciens étaient du canton de Wissembourg.

## Villes
Les villes suivantes appartiennent à la Südpfalz:
- Landau in der Pfalz
- Germersheim
- Wörth am Rhein
- Kandel (Palatinat)
- Bad Bergzabern
- Annweiler am Trifels
- Dahn

## Dialecte
Le dialecte de cette région n'est pas particulier mais une variante de celui qu'on parle dans la Vorderpfalz (de) . L'utilisation de la voyelle infléchie ä ( ɛ) est typique et remplace souvent les diphtongues ei ou au. La prononciation de g ( g) devient un "faible" ch (ç); par contre là où il faut prononcer ch comme (ç), ils pronnocent (ʃ).
| Allemand     | Südpfälzisch                                     | Vorderpfälzisch  |
| ------------ | ------------------------------------------------ | ---------------- |
| liegen       | liche                                            | liche/ligge      |
| weinen       | haile/kreische                                   | groine           |
| Wein         | Wai/Woi                                          | Woi              |
| Mädchen      | Määd/Mädl                                        | Mädl             |
| hinfahren    | naafahre (südl. Südpfalz jenseits von Karlsruhe) | hiefahre         |
| Augen        | Ääche                                            | Aache/Aage       |
| Fröhlichkeit | Freehlichkeit                                    | Freehli(s)chkeit |
| fragen       | frooche                                          | frooche/frooge   |
| Frau         | Frää/Fraa                                        | Fraa             |
| ich          | ich/ech                                          | ich/isch         |